# 1831 en architecture
| Années de l'architecture : 1828 - 1829 - 1830 - 1831 - 1832 - 1833 - 1834    |
| Décennies de l'architecture : 1800 - 1810 - 1820 - 1830 - 1840 - 1850 - 1860 |

Cet article présente les faits marquants de l'année 1831 en architecture.

## Réalisations
- Reconstruction du Grand Théâtre de Lyon en style néo-classique, par les architectes Antoine-Marie Chenavard et Jean-Marie Pollet.
- Stichvilla, villa de style néo-classique avec jardin à l'anglaise à Weißenburg en Bavière.

## Événements
- 12 avril : chute du pont suspendu de Broughton près de Manchester au moment du passage d'un détachement militaire au pas cadencé[1].

- Fondation de l'École d’architecture de Moscou en Russie.

## Récompenses
- Royal Gold Medal : x.
- Prix de Rome : Prosper Morey.

## Naissances
- 21 juin : John Henry Chamberlain († 22 octobre 1883).

## Décès
- 8 décembre : James Hoban (° 1762).